# Montecreto
Montecreto là một đô thị ở tỉnh Modena thuộc vùng Emilia-Romagna, có vị trí cách khoảng 60 km southvề phía tây của Bologna và khoảng 50 km southvề phía tây của Modena. Tại thời điểm ngày 31 tháng 12 năm 2004, đô thị này có dân số 927 người và diện tích 31,2 km².
Đô thị Montecreto có các frazione (đơn vị cấp dưới) Acquaria.
Montecreto giáp các đô thị: Lama Mocogno, Pavullo nel Frignano, Riolunato, Sestola.